# Municipio de Santiago Huauclilla
El municipio de Santiago Huauclilla es un municipio de 529 habitantes situado en el Distrito de Nochixtlán, Oaxaca, México.

## Demografía
En el municipio habitan 529 personas, el 54% vive en condiciones de pobreza extrema.

## Localidades
En el municipio se encuentran los siguientes poblados, siendo Santiago Huauclilla la cabecera municipal.
| Nombre de la localidad    | Población (2010) |
| ------------------------- | ---------------- |
| Santiago Huauclilla       | 233              |
| Santiago Ixtlahuaca       | 140              |
| Progreso                  | 77               |
| San Bartolomé Zotula      | 64               |
| San Juan Tlalixtlahuaca   | 50               |
| La Laguna                 | 24               |
| La Rosa                   | 19               |
| Río Verde                 | 14               |
| La Loma                   | 13               |
| Río Grande                | 12               |
| Salamanca                 | 5                |
| Yerba Santa               | 4                |
| Barrio del Carmen         | 3                |
| Yodanaa (Agua del Carmen) | 2                |
| La Soledad (La Hacienda)  | 1                |
| Rancho Escondido          | 1                |
| Nachada                   | 1                |